# Máy khuấy từ

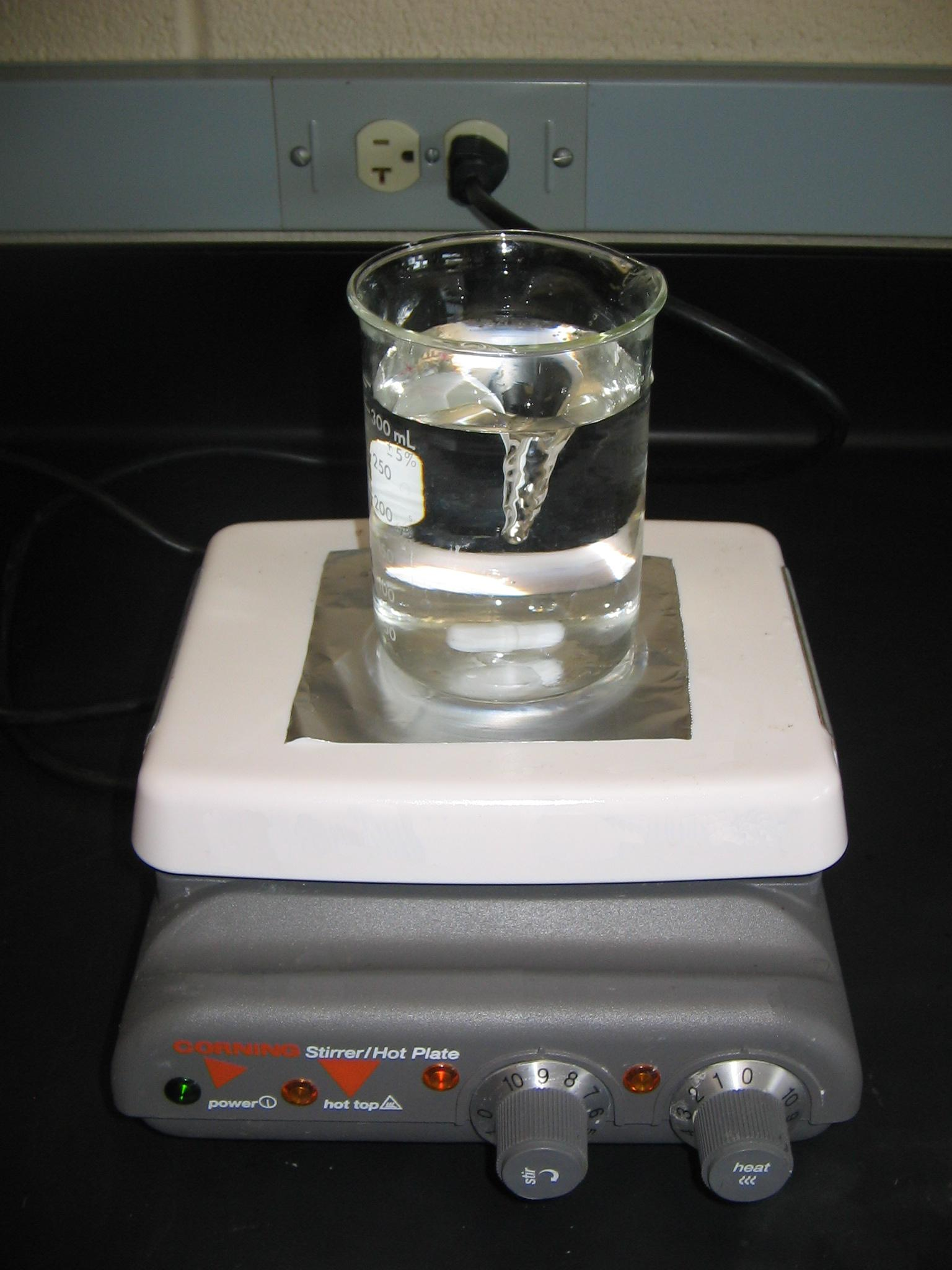
Máy khuấy từ kiêm chức năng gia nhiệt.

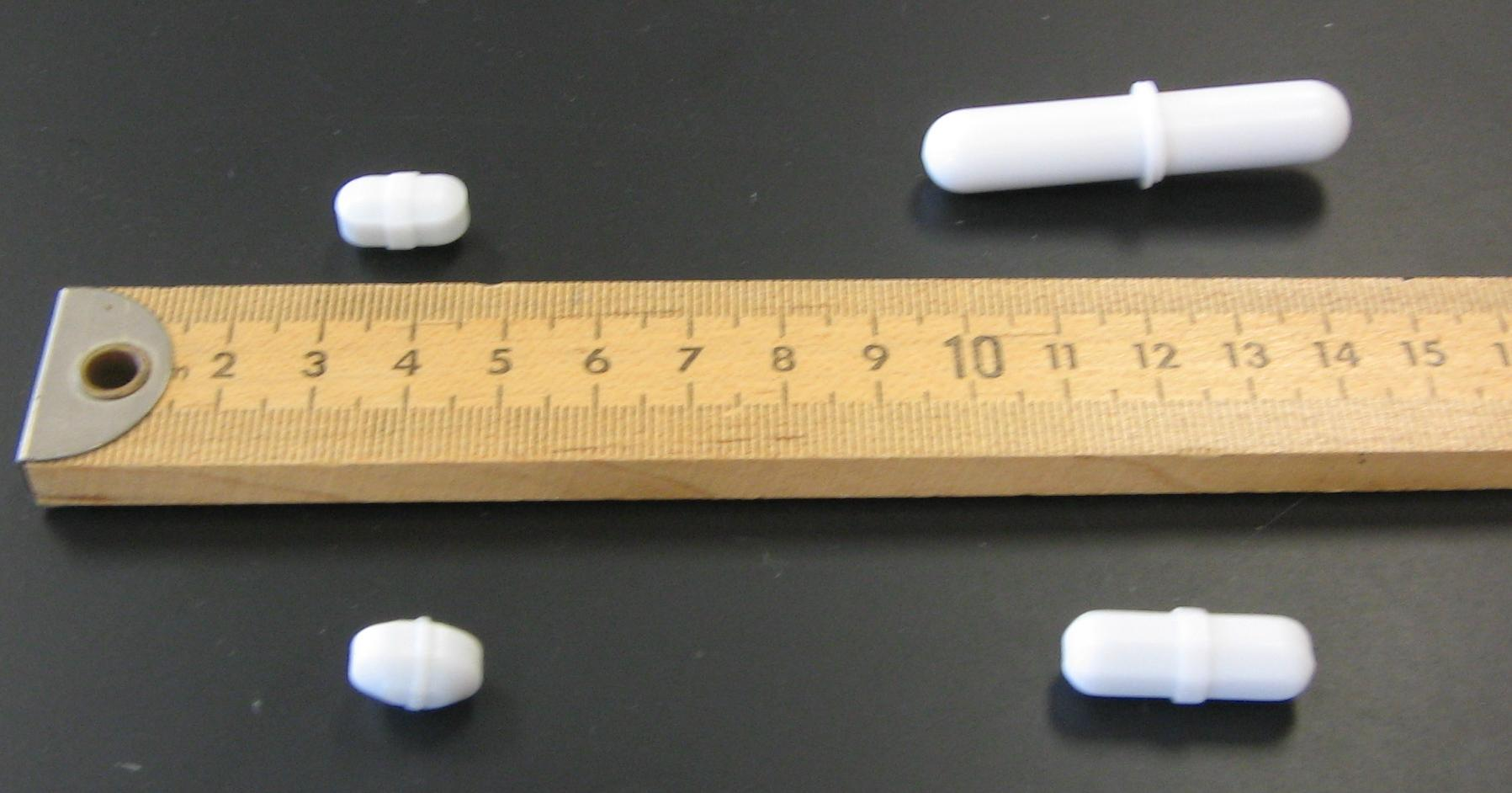
Cá từ.

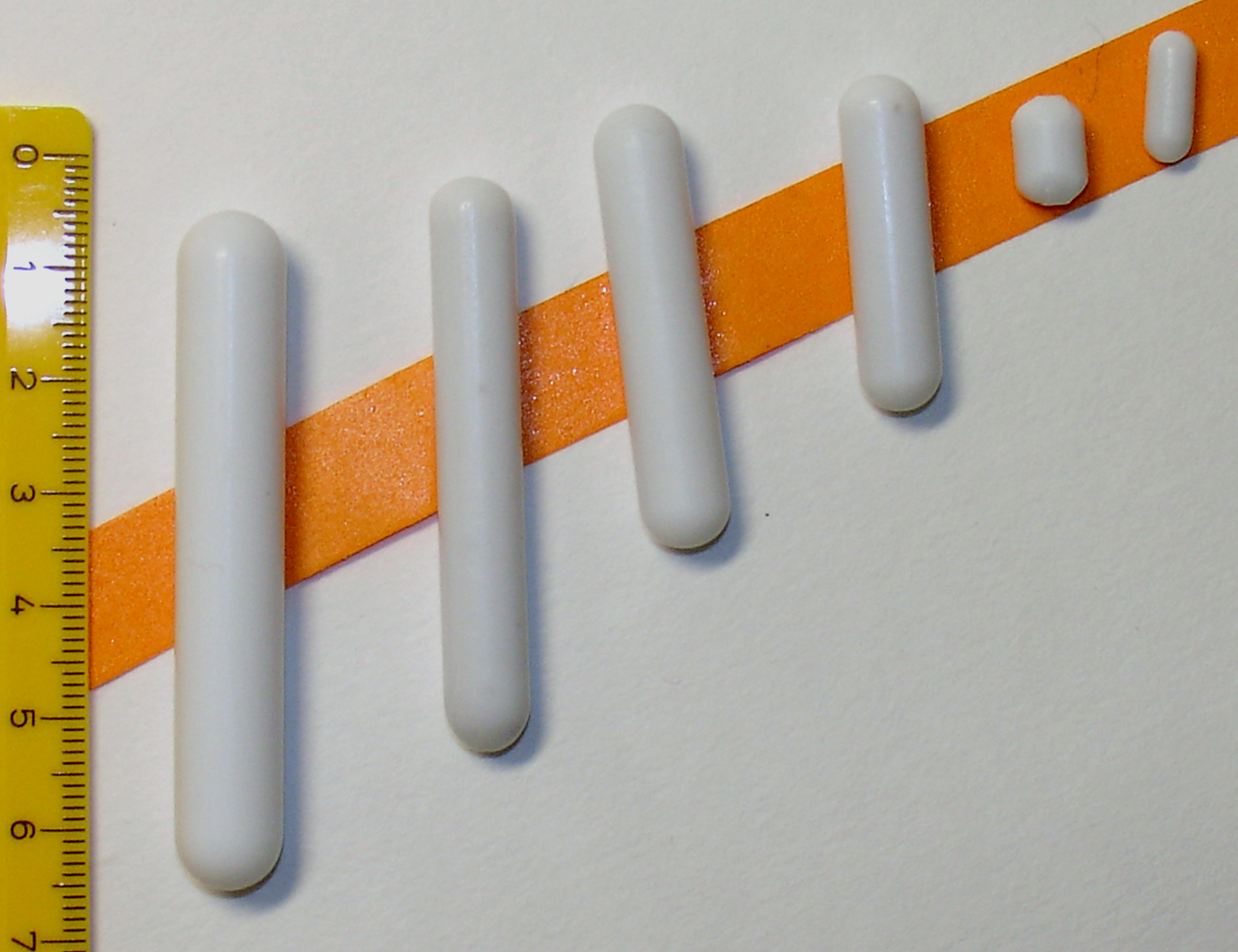
Cá từ.

Máy khuấy từ là một loại thiết bị trong phòng thí nghiệm, sử dụng lực từ trường để khuấy các dung dịch.
Cụ thể, máy khuấy từ sẽ dùng lực từ trường để xoay tròn một thanh nam châm gọi là cá từ. Khi tiến hành khuấy, thanh nam châm này được đặt trong lòng dung dịch cần khuấy, khi xoay vòng thì sẽ sinh lực khuấy đảo dung dịch. Lực từ để xoay cá sinh ra do xoay một nam châm điện nằm dưới bệ đặt chai lọ dụng dịch.
Cá từ thường được bọc trong chất dẻo như teflon, đôi khi bọc trong thủy tinh khi cần dùng để khuấy các kim loại kiềm dạng lỏng (trừ nước kiềm - lye - có khả năng ăn mòn thủy tinh) hoặc dung dịch kiềm trong ammonia. Vỏ bọc phải có tính trơ và không bị dính bẩn hay bị ăn mòn bởi dung dịch cần khuấy.  Cá từ thường có dạng thanh dài, mặt cắt hình bát giác hoặc tròn, phần lớn có một vòng lồi ra nằm ở đoạn giữa đóng vai trò là tâm xoay. Kích thước có thể từ vài mm đến vài cm. Để lấy cá từ ra khỏi dung dịch, người ta có thể dùng một nam châm khác để hút nó ra ngoài.
Máy khuấy từ có thể kèm thêm bộ phận gia nhiệt để làm nóng dung dịch cần khuấy.
So với các máy khuấy cơ học, máy khuấy từ nhỏ gọn, dễ lau rửa khó gây nhiễm bẩn cho dung dịch (chỉ có cá từ tiếp xúc trực tiếp với dung dịch), thuận lợi trong trường hợp cần khuấy liên tụcb trong thời gian rất dài, không cần dầu bôi trơn, không cần trục xoay tiếp xúc trực tiếp với dung dịch (có thể khuấy các dung dịch đựng trong lọ bịt kín), ít gây tiếng ồn. Tuy nhiên, do kích thước nhỏ của cá từ, máy khuấy từ chỉ sử dụng hiệu quả khi khuấy các dung dịch có thể tích nhỏ. Nó cũng ít hiệu quả khi dùng cho các dung dịch có độ nhớt cao hay huyền phù dày.
Máy khuấy từ thường được dùng trong các thí nghiệm sinh học và hóa học.
Có thể phân máy khuấy từ ra làm một số loại như sau:
- Máy khuấy từ cỡ nhỏ
- Máy khuấy từ có canh giờ
- Máy khuấy từ hạng nặng
- Máy khuấy từ dùng pin
- Máy khuấy từ tuốc bin chạy bằng khí